# Mesapamea furca
Mesapamea furca là một loài bướm đêm trong họ Noctuidae.